# Czerwona Wieś
Czerwona Wieś (pol. hist. Czerwony Kościół) – wieś w Polsce, położona w województwie wielkopolskim, w powiecie kościańskim, w gminie Krzywiń.

## Nazwa
Dawniej wieś nosiła inną nazwę "Czerwony Kościół", która utrzymywała się do końca XVI wieku. Miejscowość pierwotnie związana była z Wielkopolską. Istnieje co najmniej od połowy XII wieku. Wymieniona w łacińskim dokumencie z 1144 jako „Czirwyony Koscziol”, 1237 „Rufa Ecclesia”, 1339 „Ruffa Ecclesia”, 1282 „Ruffum Templum”, 1393 „Rubea Ecclesia”, 1410 „Czirzwonikosczol”, 1413 „Rubeum Templum”, 1418 „Czerwoni Kosczol”, 1429 „Cirvonicosczol”, 1430 „Czyrwonikosczol”, 1462 „Cyrwony Kosczyol”, 1500 „Czyrwony Coszczol”.

## Historia
Była wsią rycerską, a później szlachecką należącą do lokalnej szlachty wielkopolskiej z rodów Borków Osieckich, Gryżyńskich, Kąkolewskich, Czackich, Miaskowskich, Gostyńskich. W 1434 leżała w powiecie kościańskim Korony Królestwa Polskiego. W 1404 była siedzibą własnej parafii.
Według XV wiecznych Roczników czyli kronik sławnego Królestwa Polskiego autorstwa Jana Długosza kościół we wsi „Czirwyony Koscziol” ufundował Piotr Dunin ze Skrzynna herbu Łabędź, który wybudował w Polsce także wiele innych kościołów. Kolejna wzmianka z 1237 wspomina ceglany, jednonawowy kościół we wsi wybudowany w stylu romańskim.
W 1237 komes Wysz (łac. „Vison”) syn zmarłego Mikołaja z Czerwonego Kościoła dał benedyktynom z Lubinia ostrów należący do wsi, który leżał przy moście większym stojącym prawdopodobnie na rzece Obrze, a który przylegał do granic miasta Krzywiń.
W 1339 dziedzic Czerwonej Wsi rycerz Pękosław został wezwany do złożenia zeznań o najeździe Krzyżaków z 1331 ale nie stawił się on do złożenia zeznań. W 1393 po raz pierwszy odnotowany został Olbracht Krakwicz z Czerwonej Wsi. W latach 1420–1421 sprzedał on burmistrzowi z Osiecznej Pawłowi zwanemu „Długi Paszek”, czynsz w wysokości 10 grzywien od sumy 120 grzywien zapisanej na Czerwonej Wsi, który stanowił uposażenie altarii Wniebowzięcia NMP w Osiecznej. Olbracht odnotowany został także przy okazji sporów sądowych: W 1420 Maneta (albo Maneka) z Czerwonego Kościoła prowadził spór sądowy z Olbrachtem, w 1429 kolejna sprawa z opatem benedyktynów z Lubinia oraz w latach 1423-1424 odnotowany w sporach o niezapłacone kwoty, długi i poręki.
W 1430 wspomniany został student w Krakowie Piotr syn Wojciecha z Czerwonego Kościoła, a także w tym samym roku Janusz z Czerwonego Kościoła uczestnik wyprawy pospolitego ruszenia wielkopolskiego przebywający w obozie koło Turzej Góry.
W 1435 Janusz, Mikołaj, Presbor, Olbracht, Jan, Jarosław i Opacz bracia niedzielni z Czerwonego Kościoła sprzedali połowę wsi staroście wschowskiemu Maciejowi Borkowi z Osiecznej za 1100 grzywien. W 1444 Maciej Borek Osiecki już jako kasztelan nakielski zapisał swojej żonie Małgorzacie 2000 grzywien na dobrach Czerwony Kościół, Górka (koło Krzywinia) oraz Bojanice. W 1462 synowie zmarłego Macieja Borka Osieckiego: Mikołaj, Maciej i Piotr Borkowie dokonali podziału majątku po ojcu. Maciej i Piotr otrzymali dobra Gostyń oraz klucz Osieczna wsie Krzemieniewo, Drobnin, Garzyn, Świerczynę z połową dąbrowy, Górkę, Ziemice [obecnie Ziemnice], Trzebiec oraz  Czerwony Kościół. W 1471 Piotr Borek dziedzic Gostynia zapisał swojej żonie Barbarze po 1000 złotych węgierskich posagu oraz wiana na dobrach gostyńskich oraz przyległych wsiach, w tym m.in. na Czerwonym Kościele.
W 1472 odnotowano spór sądowy dotyczący młyna stojącego we wsi. Dziedzice Czerwonego Kościoła Mikołaj, Piotr i Maciej Borkowie zeznali, że nie oni są jego posiadaczami lecz od 10 lat posiada go sędzia poznański Marcin. W 1489 Barbara wdowa po Piotrze Gostyńskim dała swojemu drugiemu mężowi Janowi Milajowi z Jarocina swoją oprawę wdowią zapisaną w 1471 na części dóbr gostyńskich oraz okolicznych wsiach, w tym m.in. na Czerwonym Kościele. W 1491 bracia Maciej i Jan Gostyńscy  kupili za 1150 złotych węgierskich od ojczyma Jana Milaja Jarockiego 1/3 posagu ich matki Barbary zapisanego na części dóbr gostyńskich oraz na innych wsiach, w tym na Czerwonym Kościele.
W latach 1463–1530 Czerwony Kościół znalazł się w rękach posiadaczy zastawnych. W 1463 Marcin Nowomiejski, tenutariusz dóbr królewskich Mieścisko w powiecie gnieźnieńskim, sprzedał za 1700 złotych węgierskich swemu bratu stryjecznemu Janowi Będlewskiemu prawa do wsi Czerwony Kościół nabyte od braci Borków po roku 1475.
Miejscowość odnotowano również w historycznych rejestrach poborowych. W 1530 miał miejsce pobór z 10 łanów oraz od jednego koła młyńskiego. W 1541 płatnikiem podatkowym był Jan Gostyński dziedzic Czerwonego Kościoła. W 1563 miał miejsce pobór od 26 łanów, młyna wodnego o dwóch kołach walnych, karczmy dziedzicznej oraz od 8 komorników. W 1566 miał miejsce pobór od 24 łanów osiadłych, połowy łana karczmarskiego, karczmy, 6 zagrodników nie posiadających roli, młyna wodnego o 2 kołach oraz jednego łana roli młynarza. W 1581 pobrano podatki z 13 łanów osiadłych, jednego łana opuszczonego, 4 zagrodników, dwóch komorników oraz kolonisty od jednego pługa.
Od roku 1744 do 1939 własność Chłapowskich. Do czasu rozbiorów leżała w Rzeczypospolitej Obojga Narodów. Wskutek II rozbioru Polski w 1793, miejscowość przeszła pod władanie Prus i jak cała Wielkopolska znalazła się w zaborze pruskim.
W okresie Wielkiego Księstwa Poznańskiego (1815-1848) miejscowość wzmiankowana jako Czerwona Wieś należała do wsi większych w ówczesnym pruskim powiecie Kosten rejencji poznańskiej. Czerwona Wieś należała do okręgu krzywińskiego tego powiatu i stanowiła siedzibę odrębnego majątku, którego właścicielem był wówczas (1846) Stanisław Chłapowski. Według spisu urzędowego z 1837 roku Czerwona Wieś liczyła 245 mieszkańców, którzy zamieszkiwali 21 dymów (domostw).
W latach 1975–1998 wieś administracyjnie należała do województwa leszczyńskiego.
W 2011 w Czerwonej Wsi mieszkało 261 osób.
| SIMC    | Nazwa    | Rodzaj    |
| ------- | -------- | --------- |
| 1007145 | Ratajewo | część wsi |

W miejscowości był przystanek kolejowy Czerwona Wieś.

## Urodzeni w Czerwonej Wsi
- Franciszek Chłapowski – polski lekarz, profesor Uniwersytetu Poznańskiego. Inicjator pierwszej polskiej księgarni oraz pierwszego polskiego przedszkola na Górnym Śląsku[8].

## Zabytki
Zabytkami we wsi są:
- kościół św. Idziego - późnobarokowy kościół powstały w 1778 r. z fundacji Ludwika Chłapowskiego. Nawa ośmioboczna. Prezbiterium stanowi dawny kościół romański z 1 ćw. XIII w. Ochronie jako zabytek podlega również drewniana dzwonnica z XVIII wieku.
- pałac z parkiem – dwupiętrowy budynek ze zwieńczonym trójkątnie pseudoryzalitem pośrodku. Wzniesiony ok. 1845 r. dla Stanisława Chłapowskiego, adiutanta generała Dezyderego Chłapowskiego, wg projektu Karola Würtemberga. Na początku XX w. dobudowano wieżę i skrzydło, w rezultacie czego powstała dzisiejsza skomplikowana bryła pałacu. Neorenesansowy.
- zespół folwarczny – z II połowy XIX wieku.
- dom nr 13– z I połowy XIX wieku.

## Inne obiekty turystyczne
- rezerwat przyrody Czerwona Wieś, w którym podlega ochronie jałowiec pospolity oraz żółw błotnisty[potrzebny przypis] (ok. 1,5 km od wsi)
- tablica upamiętniająca ofiary II wojny światowej[10]